# Die Ruinenwelt (Roman)
Die Ruinenwelt (Originaltitel Out of the Mouth of the Dragon, 1969) ist ein 1975 auf Deutsch erschienener, fantastischer Roman von Mark Geston. Die Geschichte ist die erste Fortsetzung der sogenannten Schiffs-Trilogie.

## Handlung
Die Welt und die Menschen haben vor dem Leben resigniert. Sie führen ein Schattendasein und siechen dahin. Sie sehnen sich nach dem Ende der Welt, nach einer großen Schlacht, die das trostlose Dasein ein für allemal beenden soll.
Der junge Amon VanRoark ist ein Außenseiter. Während sein Vater sich um die große Kathedrale in der Stadt kümmert, interessieren ihn im Gegensatz zu seinen Mitmenschen die fröhlicheren Tage der Vergangenheit. Als eines Tages ein Schiff aus einem verlorenen Krieg heimkehrt und VanRoark einem Propheten zuhört, beschließt er, selbst in den Krieg zu ziehen. Er verlässt sein Elternhaus und seine Heimat und schließt sich nach wenigen Tagen einer Abenteurergruppe an, die in seine Richtung zieht.
Als die Gruppe am Meer ankommt, lernt VanRoark den alkoholkranken Matrosen Tapp kennen. Dieser schließt sich ebenfalls der Karawane an und zusammen ziehen sie weiter bis in die nächste Hafenstadt. Dort besteigen sie ein heruntergekommenes Schiff mit einer bunt zusammengewürfelten Mannschaft. VanRoark begegnet zum ersten Mal Gleichgesinnten. Er macht sich im Laufe der Fahrt entlang an der Küste viele Gedanken über seine eigene Situation und über die Welt um ihn herum, und beschließt, das Segeln zu lernen. Wenig später, an einer Zwischenstation, macht das Schiff halt und VanRoark geht mit einem Teil der Besatzung an Land, um Vorräte aufzunehmen. Die Zustände der Gegend sind schlimm: Die Menschen sind heruntergekommene Wracks ohne Sinn und Ziel in ihrem Leben. VanRoark erschrickt darüber. Die Reisebedingungen werden schlechter, das Schiff kommt nur schwer voran.
Sie nähern sich dem Ziel und erreichen einen legendären Ort. Dort erfährt VanRoark, dass es gar nicht sicher ist, ob er für die richtige Seite kämpft. Er ist der Verzweiflung nahe. Auch die Stimmung in der übrigen Mannschaft verschlechtert sich: es kommt zum Streit. Das Schiff erreicht schließlich sein Ziel, ein riesiges Heerlager. Dort stellt sich heraus, dass viele Menschen aus dem bevorstehenden Krieg ein Geschäft machen, und VanRoark fragt sich erneut, ob er auf der richtigen Seite steht. Ein ehemaliger Passagier des Schiffes, den er kennt, wird im Lager ermordet. Ein weiterer stirbt kurz darauf in seinem Beisein. Die Schlacht bricht unvermittelt los, doch es ist keine Schlacht gegen einen anderen Gegner, sondern die Beteiligten im Heerlager metzeln sich gegenseitig nieder. VanRoark verliert einen Arm und sein rechtes Auge.
Als die Kämpfe vorüber sind, ist VanRoark bei schwachem Bewusstsein. Es geht ihm sehr schlecht. Nur langsam bessert sich sein Zustand. Er kommt in einem fahrenden Geländezug zu sich, wo ein wohlwollender Kriegsveteran mit künstlichem Unterkiefer sich seiner angenommen hat. VanRoark trägt nun eine Armprothese und ein künstliches Auge. Die beiden reden viel miteinander, jeder erzählt dem anderen seine Lebensgeschichte. Auf dem Weg zu ihrem nächsten Ziel entdeckt VanRoark in einem Waggon alte Geschichtsbücher, vor denen ihn sein Weggefährte warnt. Doch er beachtet die Warnung nicht und studiert die Bücher. Kurz darauf finden die beiden ein abgestürztes Kampfflugzeug und begraben die Toten. Auf VanRoark wirken all diese Ereignisse traumatisierend; Wahnsinn beginnt von ihm Besitz zu ergreifen. Er beginnt den alten Veteranen für dessen Lebenseinstellung und für seine Rettung zu hassen, grenzt sich innerlich ab und wird wieder zum Einzelgänger. Unterwegs steigt er aus und schleicht sich unbemerkt davon. Allein erreicht er eine große Stadt, doch er findet auch hier nur Verfall, Gleichgültigkeit und leere Straßen vor. Als er sich einem verlassenen Tempel nähert, wird er von einem Drachen angegriffen und verletzt. Er tötet den Drachen und kurz darauf bricht er vor Erschöpfung zusammen.
Sieben Jahre lang ist VanRoark in der darauffolgenden Zeit auf Wanderschaft. Immer wieder durchlebt er Momente des Wahnsinns. Einbildung und Realität verschwimmen. Für ein Jahr lässt er sich in einer Stadt namens Kilbrittin nieder, danach begibt er sich nach Süden, in seine Heimatstadt, wo sein Elternhaus steht. Es steht leer, genauso wie sein altes Zimmer. VanRoark ist enttäuscht, dass er keine Trauer fühlt. Erst als er die große Kathedrale besucht, löst sich etwas in seinem Inneren.
Er geht die alte Straße hinunter, auf der er einst seine Reise begann. Erneut wandert er nach Süden, wo er schließlich den alten Zug wiederentdeckt. Sein Weggefährte, der Veteran, ist längst tot, nur das Skelett ist noch übrig. VanRoark stellt erstaunt fest, dass der künstliche Unterkiefer noch immer sprechen kann. Er macht den Zug wieder flott und fährt mit ihm ein Jahr lang Richtung Westen: Erneut will er in die Schlacht ziehen. Während der Reise unterhält er sich mit dem Skelett und als er das ehemalige Heerlager erreicht, steht VanRoark vor einer Trümmerwüste. Unzählige Tote liegen wie ein Geisterheer unter dem Sand begraben. Er schlendert über die Ebene, kommt an Stellen vorbei, an die er sich erinnert. Doch er fühlt sich hier nicht wohl. Er will in den Krieg ziehen, diesmal soll es gelingen. Mit dem sprechenden Toten und ein paar Skeletten aus der Umgebung, welche er um einen improvisierten Tisch herum dazusetzt, bereitet er ein groteskes Abschiedsfest vor. Er betrinkt sich. Dabei hört er im Suff dem sprechenden Unterkiefer des toten Veteranen zu und erfährt, dass dieser schon lange tot ist, und das Skelett in Wahrheit dem Propheten gehört, den VanRoark einst als Junge in seiner Heimatstadt vernommen hat. VanRoark streitet sich mit dem toten Propheten und verliert jede Hoffnung. Dann bricht er zusammen.
Am nächsten Morgen verlässt VanRoark die Gegend fluchtartig. Er steuert den Zug entgegen seinem ursprünglichen Vorhaben weg vom Schlachtfeld, bis er eine verlassene Stadt am Meer erreicht. Dann fährt er in die Stadt hinein, bis zu einem Park an der Küste. Dort steigt er aus und schleppt sich mit letzter Kraft an die Brandung. Seine Trauer löst sich auf und die Welt um ihn herum stirbt.

## Kritik
„Die Stimmung der gesamten Erzählung ist durchzogen von einer tiefen Melancholie, doch trotz all der beschriebenen Trauer und Verzweiflung ist bemerkenswert, mit welcher Hartnäckigkeit und Ausdauer die beteiligten Charaktere ihr Streben nach einer besseren Welt verfolgen. Auch diesmal spielt die Geschichte in der von Mark Geston entworfenen Fantasiewelt, deren Kulisse bereits für den ersten Teil der Schiffs-Trilogie zum Einsatz kam.“

## Hintergrund
Die deutsche Übersetzung von 1975 ist von Birgit Reß-Bohusch.